# Campeonato Europeo de Halterofilia de 1929
El XXI Campeonato Europeo de Halterofilia se celebró en Viena (Austria) entre el 15 y el 16 de junio de 1929 bajo la organización de la Federación Europea de Halterofilia (EWF) y la Federación Austríaca de Halterofilia.

## Medallistas
| Evento   | Oro                              | Plata                                | Bronce                               |
| -------- | -------------------------------- | ------------------------------------ | ------------------------------------ |
| 60 kg    | Franz Andrysek · Austria · 275,0 | Rudolf Troppert · Austria · 260,0    | Helmut Schäfer Alemania 252,5        |
| 67,5 kg  | Robert Fein · Austria · 310,0    | Eugen Jordan Alemania 295,0          | Kurt Helbig Alemania 287,5           |
| 75 kg    | Karl Hipfinger · Austria · 325,0 | Wilhelm Reinfrank Alemania 322,5     | Wilhelm Hoffmann Alemania 305,0      |
| 82,5 kg  | Jakob Vogt Alemania 350,0        | Václav Pšenička Checoslovaquia 347,5 | Karl Bierwirth Alemania 335,0        |
| +82,5 kg | Josef Straßberger Alemania 372,5 | Rudolf Schilberg · Austria · 360,0   | Jaroslav Skobla Checoslovaquia 350,0 |

1. 1 2 3  Fuerza (kg) + arrancada (kg) + dos tiempos (kg) = TOTAL (kg)

## Medallero
| Núm. | País           | Oro | Plata | Bronce | Total |
| ---- | -------------- | --- | ----- | ------ | ----- |
| 1    | Austria        | 3   | 2     | 0      | 5     |
| 2    | Alemania       | 2   | 2     | 4      | 8     |
| 3    | Checoslovaquia | 0   | 1     | 1      | 2     |
|      | TOTAL          | 5   | 5     | 5      | 15    |